# Olympische Sommerspiele 1984/Teilnehmer (Tansania)
| Gelbes Symbol für Goldmedaillen mit stilisierten Olympischen Ringen | Graues Symbol für Silbermedaillen mit stilisierten Olympischen Ringen | Braundes Symbol für Bronzemedaillen mit stilisierten Olympischen Ringen |
| ------------------------------------------------------------------- | --------------------------------------------------------------------- | ----------------------------------------------------------------------- |
| —                                                                   | —                                                                     | —                                                                       |

Tansania nahm an den Olympischen Sommerspielen 1984 in Los Angeles, USA, mit einer Delegation von 18 Sportlern (16 Männer und zwei Frauen) teil.

## Teilnehmer nach Sportarten

### Boxen
- David Mwaba
Fliegengewicht: 9. Platz

- Rajabu Hussen
Federgewicht: 9. Platz

- Juma Bugingo
Halbweltergewicht: 17. Platz

- Neva Mkadala
Weltergewicht: 17. Platz

- Michael Nassoro
Halbschwergewicht: 9. Platz

- William Isangura
Superschwergewicht: 5. Platz

### Leichtathletik
- James Igohe
1500 Meter: Vorläufe

- Zakaria Namonge
1500 Meter: Halbfinale

- Zakariah Barie
5000 Meter: Halbfinale
10.000 Meter: 11. Platz

- Mohamed Rutitinga
5000 Meter: Vorläufe

- Alphonse Swai
5000 Meter: Vorläufe

- Gidamis Shahanga
10.000 Meter: Vorläufe
Marathon: 22. Platz

- Ibrahim Juma
10.000 Meter: Vorläufe

- Juma Ikangaa
Marathon: 6. Platz

- Agapius Masong
Marathon: 21. Platz

- Zakayo Malekwa
Speerwurf: 19. Platz in der Qualifikation

- Nzaeli Kyomo
Frauen, 100 Meter: Viertelfinale
Frauen, 200 Meter: Viertelfinale

- Mwinga Mwanjala
Frauen, 3000 Meter: Vorläufe